# San Bartolo, Santa María Petapa
San Bartolo är en ort i Mexiko.   Den ligger i kommunen Santa María Petapa och delstaten Oaxaca, i den sydöstra delen av landet, 500 km sydost om huvudstaden Mexico City. San Bartolo ligger 217 meter över havet och antalet invånare är 314.
Terrängen runt San Bartolo är platt söderut, men norrut är den kuperad. Runt San Bartolo är det ganska glesbefolkat, med 23 invånare per kvadratkilometer. Närmaste större samhälle är Matías Romero, 1,4 km väster om San Bartolo. Omgivningarna runt San Bartolo är en mosaik av jordbruksmark och naturlig växtlighet.